# Luis Otaño
Luis Otaño Arcelus (* 25. Januar 1934 in Errenteria) ist ein ehemaliger spanischer Radrennfahrer und nationaler Meister im Radsport.

## Sportliche Laufbahn
Luis Otaño  war Straßenradsportler. 1957 wurde er Unabhängiger. Von 1959 bis 1968 war er als Berufsfahrer aktiv. Er begann seine Profikarriere im Radsportteam Peugeot.
Otaño gewann 1962 (vor José Pérez Francés) und 1966 (vor Carlos Echeverría) die nationale Meisterschaft im Straßenrennen. 1964 wurde er Zweiter der Vuelta a España hinter Raymond Poulidor. 1961 und 1964 gewann er eine Etappe in der Vuelta a España und 1966 in der Tour de France. Weitere Etappensiege holte er in den Etappenrennen Critérium du Dauphiné 1960 und 1965, Trois Jours d’Anvers und Circuit d’Aquitaine 1961, Tour du Sud-Est und Grand Prix Midi Libre 1963, Euskal Bizikleta 1965, Volta a la Comunitat Valenciana und Vuelta a Ávila 1966. Das Eintagesrennen Gran Premio Pascuas entschied er 1964 für sich.
Zweite Plätze holte er in den Rennen Prueba Villafranca-Ordiziako Klasika 1962 hinter Sebastián Elorza, in der Trofeo Jaumendreu und der Klasika Primavera de Amorebieta sowie in der Baskenland-Rundfahrt und der Bergmeisterschaft 1965. Dritter wurde Otaño in der Straßenmeisterschaft und im Rennen Subida al Naranco 1964.

## Grand-Tour-Platzierungen
| Grand Tour            | 1958 | 1959 | 1960 | 1961 | 1962 | 1963 | 1964 | 1965 | 1966 | 1967 | 1968 |
| --------------------- | ---- | ---- | ---- | ---- | ---- | ---- | ---- | ---- | ---- | ---- | ---- |
| Vuelta a EspañaVuelta | 5    | 8    | –    | 21   | –    | –    | 2    | 14   | 4    | 4    | 11   |
| Giro d’ItaliaGiro     | –    | DNF  | 42   | 38   | 23   | 38   | 44   | 30   | 26   | DNF  | –    |
| Tour de FranceTour    | 56   | –    | –    | –    | –    | –    | –    | –    | –    | –    | –    |